# Joël Dicker
Joël Dicker, född 16 juni 1985 i Genève, är en schweizisk författare som blev uppmärksammad för boken Sanningen om fallet Harry Quebert.